# Sébastien Bourdais

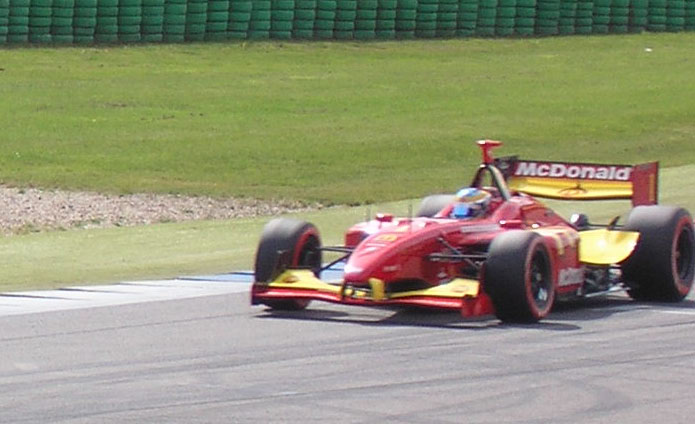
Bourdais in de Champ Car, 2007

Sébastien Bourdais (Le Mans, 28 februari 1979) is een Frans autocoureur, en viervoudig kampioen in de Champ Car-klasse. Vanaf 2008 reed hij in de Formule 1 voor Scuderia Toro Rosso, maar na tegenvallende resultaten is na de Grand Prix van Duitsland van 2009 besloten Bourdais te vervangen door Jaime Alguersuari.

## Vroege carrière
Hij begon met karten op 10-jarige leeftijd. Hij won in 1991 de Maine Bretagne League en in 1993 het Cadet France kampioenschap.
In 1995 ging hij autoracen in de Formule Campus. Daarna ging hij naar de Formule Renault in 1996 en 1997. Hij stapte in 1998 over naar de Formule 3, hij won vijf races en werd Rookie of the Year. Ook deed hij in dat jaar voor hij eerst mee in de 24 uur van Le Mans in een Porsche 911 GT2.
Na zijn succes in de Formule 3 werd hij opgenomen in het het Prost Junior Team en racete daar mee in het Formule 3000 kampioenschap. Dat jaar werd hij negende met een pole position en een tweede plek, hij had meer geluk in Le Mans waar hij vierde werd.
In 2001 stapte hij over naar het DAMS team. Hij haalde een overwinning op Silverstone. Hij stapte opnieuw over naar een ander team in 2002, naar Super Nova International. Hij haalde drie overwinningen en zeven pole positions. Hij werd kampioen nadat Tomáš Enge positief was bevonden op het gebruik van doping.

## Champ Car
Na de F3000 stapte hij over naar de Champ Car bij het Yates/Newman/Haas/Lanigan Racing. Aan het eind van het seizoen had hij 7 podium plaatsen en een overwinning vanaf pole. Hij claimde de titel Rookie of the Year (ChampCar) en hij werd vierde in het kampioenschap.
Hij bleef bij Newman/Haas in 2004. Hij won zeven races en had 8 pole positions. Van de 14 races stond hij 10 keer op het podium. In de kwalificatie eindigde hij nooit lager dan derde. Hij werd kampioen.
Hij verdedigde zijn titel succesvol in 2005. Hij deed dat jaar ook mee in de International Race of Champions, een variatie op het ROC. In mei 2005 eindigde hij twaalfde in de Indianapolis 500.
Ook in 2006 verdedigde hij zijn titel met succes. Hij kondigde aan dat hij in 2007 ook bij Newman/Haas zou blijven, maar er gingen geruchten dat hij naar Scuderia Toro Rosso zou gaan. Het bleef bij geruchten want in 2007 rijdt hij gewoon voor Newman/Haas met zijn teamgenoot Graham Rahal. Hij wist zijn titel in 2007 nogmaals te prolongeren.

## Formule 1

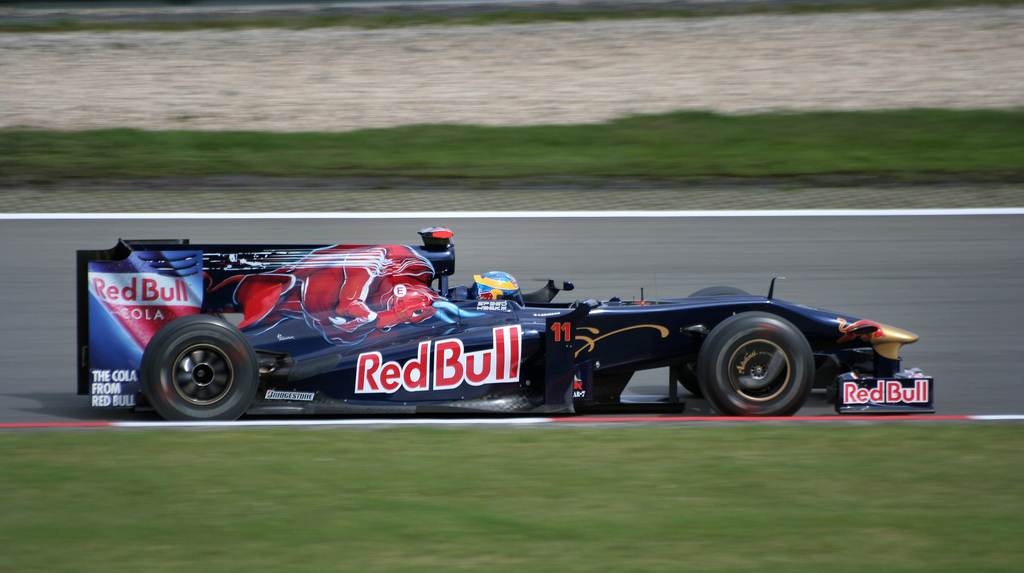
Bourdais in de Toro Rosso, 2009

Na het behalen van de Formule 3000 titel heeft Bourdais proberen door te breken in de Formule 1 door eerst in 2002 te gaan testen voor Arrows en in 2003 voor Renault. Dit leidde niet tot een vast contract. Pas in 2007 hernieuwde Bourdais de banden met F1 door te gaan testen voor Scuderia Toro Rosso.
Sébastien Bourdais reed in het seizoen 2008 voor het Scuderia Toro Rosso-team. Hij gaat daar racen samen met Sebastian Vettel. Tijdens de eerste Formule 1 testdag op het circuit van Barcelona haalde Bourdais slechts een vijftiende plek met een 1:24.193. Een tiende achter teamgenoot Vettel die op een dertiende plek stond. De snelste tijd werd gereden door Michael Schumacher die voor het eerst weer in een raceauto zat, hij reed een 1:21.922.
Tijdens zijn debuut in de Grand Prix van Australië wist hij 2 punten te pakken. Er kwamen maar 6 coureurs reglementair over de finish, Bourdais viel uit aan het einde van de race en werd zevende. Hij werd toch geklasseerd en kreeg 2 punten.
In 2009 kwam Bourdais opnieuw uit voor Scuderia Toro Rosso. Wegens tegenvallende resultaten werd hij echter na de Grand Prix van Duitsland vervangen door Jaime Alguersuari.

## Superleague Formula
Na zijn ontslag in de Formule 1 stapte Bourdais in de Superleague Formula. Hij wist tijdens zijn eerste weekend in Portugal meteen een race te winnen. Bourdais komt uit voor Sevilla FC.

## Formule 1-carrière
| Jaar/Jaren    | Team       |
| ------------- | ---------- |
| 2008 t/m 2009 | Toro Rosso |

|                       | 2008 | 2009 | Totaal |
| --------------------- | ---- | ---- | ------ |
| Aantal races          | 18   | 6    | 24     |
| Aantal zeges          |      |      | 0      |
| Aantal pole-positions |      |      | 0      |
| Aantal snelste ronden |      |      | 0      |
| Aantal podiumplaatsen |      |      | 0      |
| Aantal WK-punten      | 4    | 2    | 6      |
| Eindstand WK          | 17   |      |        |

### Totale Formule 1-resultaten
| Seizoen | Inschrijving        | Chassis          | Motor              | 1     | 2      | 3      | 4      | 5      | 6      | 7      | 8      | 9      | 10     | 11     | 12     | 13    | 14     | 15     | 16     | 17     | 18     | Pos | Punten |
| ------- | ------------------- | ---------------- | ------------------ | ----- | ------ | ------ | ------ | ------ | ------ | ------ | ------ | ------ | ------ | ------ | ------ | ----- | ------ | ------ | ------ | ------ | ------ | --- | ------ |
| 2008    | Scuderia Toro Rosso | Toro Rosso STR2B | Ferrari 056 2.4 V8 | AUS 7 | MAL NF | BHR 15 | SPA NF | TUR NF |        |        |        |        |        |        |        |       |        |        |        |        |        | 17  | 4      |
| 2008    | Scuderia Toro Rosso | Toro Rosso STR3  | Ferrari 056 2.4 V8 |       |        |        |        |        | MON NF | CAN 13 | FRA 17 | GBR 11 | DUI 12 | HON 18 | EUR 10 | BEL 7 | ITA 18 | SIN 12 | JPN 10 | CHN 13 | BRA 14 | 17  | 4      |
| 2009    | Scuderia Toro Rosso | Toro Rosso STR4  | Ferrari 056 2.4 V8 | AUS 8 | MAL 10 | CHN 11 | BHR 13 | SPA NF | MON 8  | TUR 18 | GBR NF | DUI NF | HON    | EUR    | BEL    | ITA   | SIN    | JPN    | BRA    | ABU    |        | 19  | 2      |

## Champ Car-resultaten
Champ Car-resultaten (aantal gereden races, aantal maal in de top 5 van een race, eindpositie kampioenschap en punten)
| Jaar | Races | 1ste | 2de | 3de | 4de | 5de | Rank | Ptn |
| ---- | ----- | ---- | --- | --- | --- | --- | ---- | --- |
| 2003 | 18    | 3    | 3   | 1   | 1   | 1   | 4    | 159 |
| 2004 | 14    | 7    | 1   | 2   | -   | 1   | 1    | 369 |
| 2005 | 13    | 6    | 1   | -   | 1   | 3   | 1    | 348 |
| 2006 | 14    | 7    | 1   | 3   | -   | -   | 1    | 387 |
| 2007 | 14    | 8    | 1   | -   | -   | 1   | 1    | 364 |